# Жохов (остров)
Жо̀хов (на руски: остров Жохова) е остров в северозападната част на Източносибирско море, в о-вите Де Лонг, от групата на Новосибирските острови. Административно влиза в състава на Якутия, Русия. Площ 58 km2. Максимална височина 123 m. Изграден е основно от базалти. Покрит с тундрова растителност
Остров Жохов е открит на 27 август 1914 г. от руската хидрографска експедиция на корабите „Вайгач“ и „Таймир“, ръководена руския полярен изследовател и хидрограф Борис Вилкицки и е наименуван в чест на участника в експедицията лейтенант Андрей Жохов, който пръв го забелязва на хоризонта.